# فرنسيسكو غونزاليس (لاعب كرة قدم كولومبي)
فرنسيسكو غونزاليس هو لاعب كرة قدم كولومبي، ولد في 18 مايو 1936.